# Scheuring (gmina)
Scheuring – gmina w Niemczech, w kraju związkowym Bawaria, w rejencji Górna Bawaria, w regionie Monachium, w powiecie Landsberg am Lech, wchodzi w skład wspólnoty administracyjnej Prittriching. Leży około 10 km na północ od Landsberg am Lech, nad rzeką Lech.

## Podział administracyjny
Części gminy:
- Haltenberg
- Lichtenberg
- Scheuring
- Zollhaus

## Demografia
| Rok  | Liczba mieszk. |
| ---- | -------------- |
| 1970 | 1115           |
| 1987 | 1277           |
| 2000 | 1742           |
| 2006 | 1890           |

### Struktura wiekowa
Dane o ludności z 31 grudnia 2008:
| Opis                                | Ogółem | Ogółem | Kobiety | Kobiety | Mężczyźni | Mężczyźni |
| ----------------------------------- | ------ | ------ | ------- | ------- | --------- | --------- |
| Jednostka                           | osób   | %      | osób    | %       | osób      | %         |
| Populacja                           | 1825   | 100    | 899     | 49,26   | 926       | 50,74     |
| Wiek przedprodukcyjny (0–17 lat)    | 404    | 22,14  | 192     | 10,52   | 212       | 11,62     |
| Wiek produkcyjny (18–65 lat)        | 1148   | 62,9   | 557     | 30,52   | 591       | 32,38     |
| Wiek poprodukcyjny (powyżej 65 lat) | 273    | 14,96  | 150     | 8,22    | 123       | 6,74      |

## Polityka
Wójtem gminy jest Manfred Menhard, rada gminy składa się z 12 osób.
|      | CSU | DG | FW | Razem |
| 2008 | 2   | 6  | 4  | 12    |
| 2002 | 2   | 6  | 4  | 12    |

## Oświata
W gminie znajduje się przedszkole (90 miejsc) oraz szkoła podstawowa z częścią Hauptschule (15 nauczycieli, 258 uczniów).